# Enrique De Los Ríos
 Enrique De Los Ríos Lobo (nacido en Maiquetía, Estado Vargas, Venezuela, el 2 de mayo de 1995) es un pelotero, lanzador de béisbol profesional de La Liga Venezolana de Béisbol Profesional para los Leones del Caracas

## Carrera como beisbolista

### 2013
El 4 de junio de 2013, la organización de Los Chicago Cubs contrató a Enrique De Los Ríos para un contrato de ligas menores.
El 5 de junio de 2013, fue asignado a los VSL Cubs de la Clase Rookie, de la Venezuelan Summer League.

### 2015
El 18 de junio de 2015, es asignado a los AZL Cubs de la Arizona League.

### 2016
El 15 de junio de 2016, es asignado a Eugene Emeralds de la Northwest League de la Clase A temporada corta.
El 5 de agosto de 2016, es asignado de nuevo a los AZL Cubs de la Arizona League.

### 2017
El 12 de junio de 2017, es asignado de nuevo a los Eugene Emeralds de la Northwest League de la Clase A temporada corta.
El 9 de octubre de 2017, es asignado a la organización de los Leones del Caracas de la Liga Venezolana de Béisbol Profesional (LVBP).
El 12 de octubre de 2017, hace su debut en la LVBP con los Leones del Caracas contra los Tigres de Aragua, obteniendo una efectividad de 0.00, permitiendo 3 hit y dos carreras. De Los Ríos enfrentó 3 bateadores en la 8th.

### 2018
El 12 de abril de 2018, es asignado a los Cachorros de South Bend de la Midwest League Clase A (Media).
En la LVBP
El 18 de octubre de 2018, es asignado a los Leones del Caracas de la Liga Venezolana de Béisbol Profesional (LVBP) para la temporada 2018-2019. Jugó 6 partidos de los cuales cerro 1 partido, dejando un registro de 0 ganados y 0 perdidos, con un efectividad de 5.19, permitiendo 15 Hit, 5 carreras, 1 jonrón, 3 bases por bolas, ponchó a 4 en 8 entrada y 2/3.